# Ricardo Moreno Bastida
Ricardo Moreno Bastida (El Oro, Estado de México; 2 de junio de 1969) es un político mexicano miembro del Movimiento Regeneración Nacional. Ha sido diputado federal, diputado local y senador de la República por el Estado de México.

## Carrera política
Se desempeñó como dirigente del Partido de la Revolución Democrática en el Estado de México. Ha sido diputado local donde actuó como coordinador del grupo parlamentario del PRD, de la misma. forma actuó como diputado Federal. En ese órgano legislativo presidió la Sección Instructora la cual instruyó un procedimiento sancionador en contra de diputados y senadores mexicanos por actos de corrupción en el escándalo conocido como Pemexgate. Se ha desempeñado como representante del Poder Legislativo ante el Consejo General del Instituto Federal Electoral. Asimismo ha presidido la Comisión Nacional de Garantías y Vigilancia del Partido de la Revolución Democrática. En 2010 renunció a ese partido se desempeñó como representante de MORENA ante el instituto electoral del Estado de México. Fue secretario del Ayuntamiento de Toluca de 2019 a 2020 y actualmente es suplente de senador de la República. Es licenciado en Derecho por la Universidad Autónoma del Estado de México. Especialista en Derecho Constitucional por la Universidad de Salamanca y tiene estudios de maestría en Derecho Procesal Constitucional en la Universidad Panamericana, finalmente, ha cursado diversos estudios en Derechos Humanos y Derecho Parlamentario.

#### Presidente municipal de Toluca
En las elecciones del 2 de junio del 2024, Ricardo Moreno Bastida resultó ganador. Por lo cual, se convierte en el presidente municipal Electo de Toluca para el periodo 2025-2027.